# Luchthaven Praia Internationaal
Luchthaven Praia Internationaal (IATA:RAI, ICAO: GVNP) is een luchthaven gelegen op het eiland Santiago in Kaapverdië. Hij werd eind 2005 geopend, ter vervanging van de oude Luchthaven Francisco Mendes Internationaal. Hij ligt 3 km ten noordoosten van Praia, in het zuidwesten van het eiland.
De eerste vlucht naar de nieuwe luchthaven vond plaats op 23 oktober 2005. Kaapverdiës belangrijkste internationale luchthaven blijft wel Luchthaven Amilcar Cabral Internationaal op het eiland Sal.

## Statistieken
| Jaar | Passagiers | Passagiers |
| Jaar | Aantal     |            |
| ---- | ---------- | ---------- |
| 2017 | 662.356    |            |
| 2016 | 522.584    |            |
| 2013 | 505.497    |            |
| 2012 | 497.042    |            |